# 采爾克諾市鎮

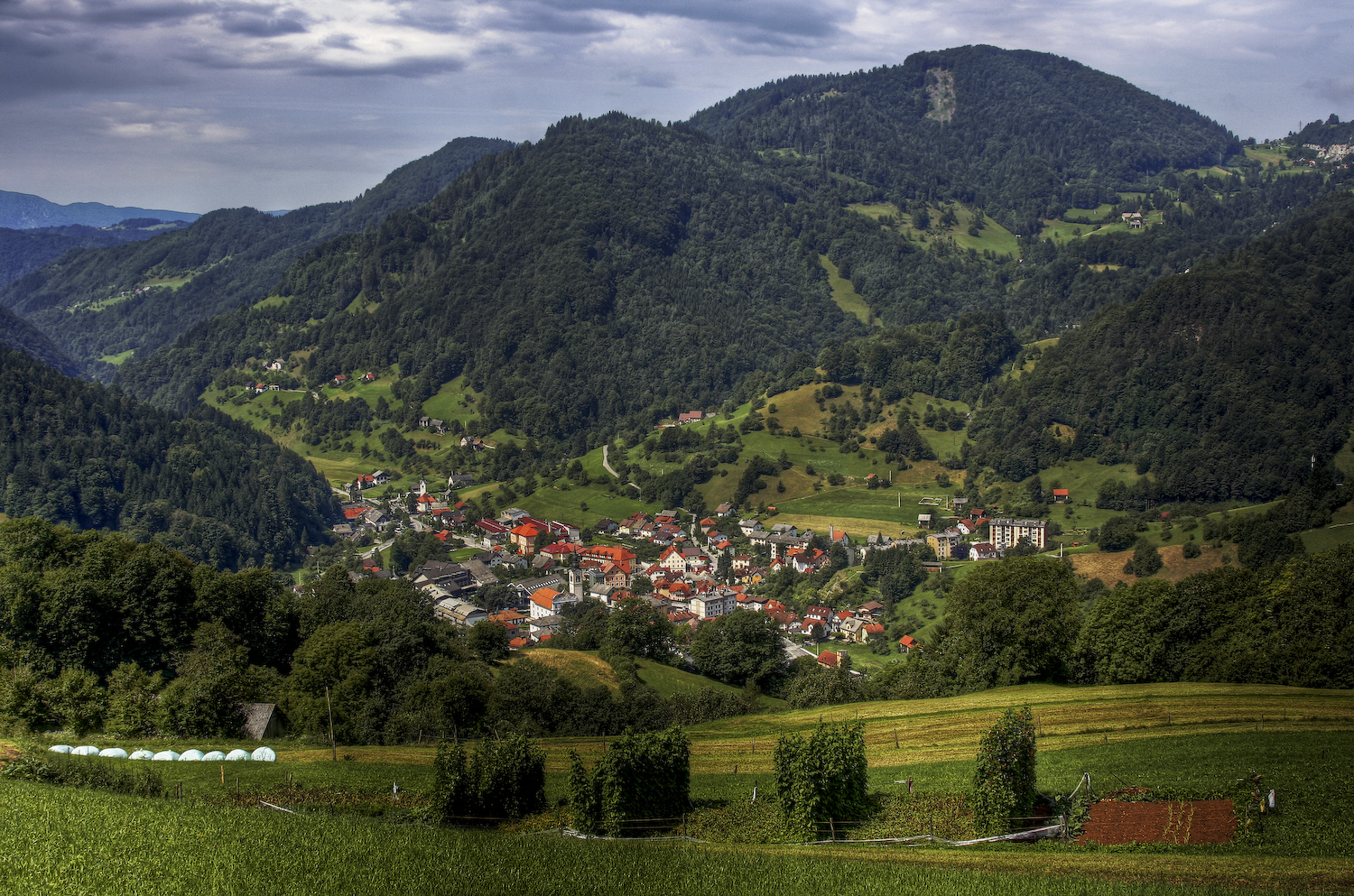
市镇中心全景图

采爾克諾市鎮在斯洛文尼亚的位置

46°8′N 13°58′E / 46.133°N 13.967°E
采爾克諾市鎮，是斯洛文尼亞西部的一個市镇，行政中心为采爾克諾。傳統上屬於斯洛維尼亞沿海地區。市镇面積为132平方公里，2002年人口数量为5,040人，人口密度每平方公里38人。